# 大野将平
大野將平（日语：／ Ōno Shōhei，1992年2月3日—）生于山口县山口市，是一名日本男子柔道运动员。他在2016年夏季奧林匹克運動會中获得男子73公斤級柔道金牌。在2020年夏季奧林匹克運動會奪得金牌達成二連霸。

## 外部連結
- 大野将平的X（前Twitter）
- 大野将平的Instagram帳戶（页面存档备份，存于）